# Ludvik XIII. Francoski
Ludvik XIII., kralj Francije in Navarre, * 27. september 1601, Fontainebleau, † 14. maj 1643, Saint-Germain-en-Laye. 
Rodil se je v Fontainebleaju očetu Henriku IV. (vladal 1589-1610) in Mariji Medičejski (1575-1642). Po očetovi smrti leta 1610 je vladal s pomočjo svoje matere. Leta 1615 se je poročil s hčerjo španskega kralja Filipa III. Ano Avstrijsko (1601-1666). Z njo je imel šest otrok od katerih sta preživela le dva: Filip Orleanski in prestolonaslednik Ludvik XIV. (1638-1715). Do leta 1642 je Francijo obvladoval njegov minister kardinal Richelieu. Maja leta 1643 je v 42. letu starosti umrl v Saint-Germain-en-Layu. Nasledil ga je sin Ludvik XIV.